# Time Waits for No Slave
| Recensione | Giudizio |
| ---------- | -------- |
| AllMusic   |          |

Time Waits for No Slave è il tredicesimo album in studio dei Napalm Death,  pubblicato il 23 gennaio 2009 dalla Century Media Records.

## Il disco
I Napalm Death continuano la loro opera di recupero del sound che li ha resi famosi. Infatti durante gli anni novanta le tipiche sonorità grind che caratterizzano il loro stile, erano state messe da parte in favore di un suono più consono al death metal. Le conseguenze si stavano facendo sentire, in quanto il gruppo era rimasto fermo per alcuni anni proprio a causa di tale cambiamento. Poi nel nuovo millennio il ritorno sulla scena è coinciso con il ritorno al grind più radicale.
Da allora i Napalm Death hanno iniziato a incidere album sempre più aggressivi, attraverso un percorso partito dal disco Enemy of the Music Business del 2000 e che in questo album trova la sua forma più matura.

## Tracce
1. Strong-Arm – 3:04
2. Diktat – 3:41
3. Work to Rule – 3:17
4. On the Brink of Extinction – 3:30
5. Time Waits for No Slave – 4:27
6. Life and Limb – 4:01
7. Downbeat Clique – 4:26
8. Fallacy Dominion – 4:07
9. Passive Tense – 3:49
10. Larceny of the Heart – 3:36
11. Procrastination on the Empty Vessel – 2:57
12. Feeling Redundant – 3:23
13. A No-Sided Argument – 2:14
14. De-Evolution Ad Nauseum – 3:49
15. Suppressed Hunger – 3:09 – bonus track
16. Omnipresent Knife in Your Back – 5:41 – bonus track

## Formazione
- Mark "Barney" Greenway - voce
- Mitch Harris - chitarra, voce
- Shane Embury - basso, voce
- Danny Herrera - batteria